# Strandiata abyssinica
Strandiata abyssinica är en skalbaggsart som beskrevs av Stefan von Breuning 1936. Strandiata abyssinica ingår i släktet Strandiata och familjen långhorningar. Inga underarter finns listade i Catalogue of Life.